# Tucker Carlson
Tucker Swanson McNear Carlson , född 16 maj 1969 i San Francisco i Kalifornien, är en amerikansk programledare, opinionsbildare, författare och konservativ debattör.
Hans show Tucker Carlson Tonight, som sändes på Fox News Channel, var bland de mest sedda nyhetsprogrammen på kabel-TV i USA. Den 24 april 2023 meddelade Fox News att Tucker hade sänt sitt sista program hos kanalen.
Carlson är en försvarare av den förre amerikanska presidenten Donald Trump, han beskrevs av Politico som "kanske den högst profilerade förespråkaren för 'Trumpism'". Han sägs ha påverkat några av Trumps beslut som president, inklusive avbrytandet av en militär attack mot Iran 2019, avskedandet av John Bolton och omvandlingen av Roger Stones fängelsestraff 2020. Han är känd för att ha introducerat högerextrema idéer i amerikansk mainstreampolitik. Hans kommentarer om etnicitet, immigration och kvinnor har beskrivits som rasistiska och sexistiska, och har lett till annonsörsbojkott av Tucker Carlson Tonight.
Carlson är en högljudd motståndare till progressivism samt kritiker av invandring, och har beskrivits som en nationalist. Han beskrev sig tidigare som ekonomisk libertarian, men stöder nu protektionism. 2004 avsade han sitt tidigare stöd för Irakkriget, och har sedan dess varit skeptisk till USA:s utländska interventioner. Carlson har främjat konspirationsteorier om ämnen som myten om "det stora folkutbytet", Covid-19, och stormningen av Kapitolium 2021.

## Karriär
Tucker Carlson avlade kandidatexamen (B.A.) i historia vid Trinity College i Hartford, Connecticut 1992.
Carlson började arbeta vid Fox News Channel i maj 2009. Han hade tidigare arbetat för CNN och MSNBC. På MSNBC höll han i TV-programmet Tucker, som var en politisk talkshow som sändes åren 2005–2008. Han drev även en blogg på MSNBC.com. Den 11 januari 2010 grundade Carlson, tillsammans med Neil Patel, nyhetssajten The Daily Caller. Mellan 14 november 2016 och april 2023 var han programledare för Fox News Tucker Carlson Tonight, som blev bland de mest sedda nyhetsprogrammen på kabel-TV i USA. Det var det tredje mest sedda nyhetsprogrammet i mars 2018. I april 2023 meddelade Fox News att de la ner Tucker Carlson Tonight och att Carlson fått lämna kanalen med omedelbar verkan. Ingen orsak gavs till beslutet som överraskade mediavärlden då Carlson vid tiden var en av de mest populära programledarna inom kabel-TV.
Carlson har även varit verksam som författare. År 2003 skrev han boken Politicians, Partisans and Parasites: My Adventures in Cable News.  I oktober 2018 släppte han boken Ship of Fools: How a Selfish Ruling Class is Bringing America to the Brink of Revolution, som placerade sig etta på New York Times bästsäljarlista.
Den 8 november 2018 protesterade en grupp antifascister utanför Carlsons hem i Washington, D.C., bankade på hans ytterdörr och skrek ”Tucker Carlson, we will fight! We know where you sleep at night!”. Gruppen Smash Racism DC tog på sig ansvaret och la upp en film på Twitter från protesten.
Carlson är en motståndare till feminism. I december 2021 sa Carlson att "Män och kvinnor är väldigt olika, extremt olika. Samhället bygger på dessa olikheter." Han har påstått att feminister vill att flickor ska göra vinster på pojkarnas bekostnad. Han blev tillrättavisad av den amerikanska militären i mars 2021 efter att han förlöjligade flygdräkter för gravida kvinnliga soldater och beskrev ett beslut av den kinesiska militären att bygga fartyg som "mer manligt".
Carlson tar ofta emot gäster på sin show som tonar ner vetenskaplig konsensus om den globala uppvärmningen.
Carlson är skeptisk till utländska interventioner och har sagt att "USA borde tveka innan de intervenerar utomlands". Han är känd för försvar av vissa auktoritära utländska ledare, inklusive Viktor Orbán från Ungern och Vladimir Putin från Ryssland. Carlsons stöd för Orbán inkluderar hans dokumentär Ungern vs. Soros. Carlson har även försvarat Putin inför och under Rysslands invasion av Ukraina 2022.